# Smethport, Pennsylvania
Smethport là một thị trấn thuộc quận McKean, tiểu bang Pennsylvania, Hoa Kỳ. Năm 2010, dân số của thị trấn này là 1655 người.